# Umrlčí pas
Umrlčí pas je průvodním listem k přepravě lidských pozůstatků.
Umrlčí pas je upraven Mezinárodním ujednáním o přepravě mrtvol, sjednaným v Berlíně dne 10. února 1937. Podle tohoto ujednání je umrlčí pas nutný pro přepravu mrtvol jakýmkoli dopravním prostředkem a za jakýchkoli podmínek. V ČR vydávají umrlčí pasy krajské hygienické stanice. 
Předložení umrlčího pasu je podmínkou pro převzetí lidských pozůstatků k pohřbení do hrobu nebo hrobky.